# 辻町 (徳島県)
辻町（つじちょう）は、徳島県三好郡にあった町。現在の三好市井川町の北部にあたる。本項では町制前の名称である井川村（いかわそん）についても述べる。

## 地理
- 山岳 ： 綱付山、五ノ丸山
- 河川 ： 吉野川、井内谷川

## 歴史
- 1889年（明治22年）10月1日 - 町村制の施行により、東井川村・西井川村の区域をもって井川村が発足。
- 1907年（明治30年）11月1日 - 井川村が町制施行・改称して辻町となる。
- 1959年（昭和34年）4月1日 - 井内谷村と合併して井川町が発足。同日辻町廃止。

## 交通

### 鉄道路線
- 日本国有鉄道
  - 徳島本線（現・徳島線）
    - 辻駅

  - 土讃本線（現・土讃線）
    - 佃駅

当時の徳島本線は佃駅を通過。

### 道路
- 国道32号
- 国道192号

現在は旧町域に徳島自動車道の井川池田インターチェンジが所在するが、当時は未開通。